# El puente del castigo
Pour plus de détails, voir Fiche technique et Distribution.
El puente del castigo est un film mexicain réalisé par Miguel M. Delgado, sorti en 1946.

## Fiche technique
- Titre : El puente del castigo
- Réalisation :	Miguel M. Delgado
- Assistant-réalisateur : Zacarías Gómez Urquiza
- Scénario :  Miguel M. Delgado, Chano Urueta
- Photographie : Victor Herrera
- Cadreur : Luis Medina
- Montage : Jorge Bustos
- Musique : Manuel Esperón
- Direction artistique : Manuel Fontanals
- Décors : María Cristina Olizar
- Costumes : Royer
- Son : José de Pérez, Juan Mateos
- Productrice : Diane Subervielle de Fontanals
- Directeur de production : Armando Espinosa
- Société de production : Clasa Films Mundiales
- Société(s) de distribution :
- Pays d'origine :  Mexique
- Langue de tournage : Espagnol
- Format : Noir et blanc — 35 mm — 1,37:1 — Son : Mono
- Genre : Film dramatique
- Durée : 77 minutes (1 h 17)
- Dates de sortie :
  -  Mexique : 23 mai 1946

## Distribution
- Ana María Lynch : Isabel
- José Cibrián : Carlos Molina
- Dalia Íñiguez : Carmen
- Rubén Rojo : Rodolfo
- Julio Villarreal : Don Ramiro de la Peña
- Arturo Soto Rangel : Don José María
- Felipe Montoya : Don Lorenzo Ferrer
- Conchita Gentil Arcos : Tante Caridad
- Carmelita González : Margarita
- Salvador Quiroz :
- Felipe de Alba : Teniente (non crédité)
- Ana María Hernández : Criada (non créditée)
- Salvador Lozano : Oficial (non crédité)

- Sara Guasch (es) : Señorita Leonor
- Enrique García Álvarez (es) : Sr. del Rosal, papá de Amelia